# Juan Antonio Aznárez
Juan Antonio Aznárez Cobo (Éibar, 14 de enero de 1961) es un arzobispo católico y profesor de Sagradas Escrituras español. Es el arzobispo castrense de España. Fue obispo auxiliar de Pamplona y Tudela entre 2012 y 2021.

## Biografía

### Primeros años y formación
Su padre es oriundo de Baquedano (Améscoas). Aunque nacido en Éibar, su familia, –el matrimonio y sus tres hijos– se trasladaron a Tudela cuando él contaba con trece años, en el mismo momento en que lo hizo la fábrica de rodamientos SKF. Juan Antonio realizó el servicio militar obligatorio antes de incorporarse al seminario. Recibió instrucción en el campo de entrenamiento de Albatera (Alicante), concluyéndolo en una unidad de caballería en Bétera (Valencia), donde fue tirador de carro de combate.
Cursó estudios de Filosofía y Letras (sección Filología hispánica) en la Universidad de Zaragoza (1984) y posteriormente en el Seminario Mayor de Pamplona y el Pontificio Instituto Bíblico donde se licenció en 1997. 

### Sacerdocio
Ordenado sacerdote en 1990, en la iglesia de Santa María la Mayor de Tudela.
Su carrera eclesiástica ha estado ligada a la diócesis de Pamplona donde, entre otros cargos, ha sido: párroco de San Jorge; vicario general de la diócesis; director y profesor del Centro Superior de Estudios Teológicos (CSET) y del Instituto Superior de Ciencias Religiosas (ISCR), y profesor asociado en el departamento de Sagrada Escritura de la Facultad de Teología de la Universidad de Navarra.

### Episcopado

#### Obispo auxiliar de Pamplona y Tudela
El papa Benedicto XVI lo nombró obispo auxiliar de la archidiócesis de Pamplona y Tudela.
Fue consagrado obispo el 10 de septiembre de 2012 en una ceremonia presidida por el arzobispo titular Francisco Pérez González, acompañado del nuncio en España Renzo Fratini y de Fernando Sebastián, arzobispo emérito de Pamplona, como coordenantes. La diócesis no había tenido obispo auxiliar desde que en 1979 José María Larrauri fue designado obispo de Vitoria.
Se le vincula con el Camino Neocatecumenal, grupo del que se declara simpatizante.
En la Conferencia Episcopal Española es, desde marzo de 2020, miembro de la Comisión Episcopal para la Liturgia.

#### Arzobispo castrense de España
El 15 de noviembre de 2021 fue nombrado arzobispo castrense de España por el papa Francisco.
La toma de posesión tuvo lugar el 9 de enero de 2022 en la catedral castrense (Madrid).
En septiembre de 2024 fue condecorado con la Gran Cruz de la Orden del Mérito de la Guardia Civil.

## Escudos episcopales
| Obispo Auxiliar                                   | Arzobispo castrense                        |
| ------------------------------------------------- | ------------------------------------------ |
| Escudo como Obispo Auxiliar de Pamplona y Tudela. | Escudo como Arzobispo Castrense de España. |